# Шапошніков Іван Григорович
Іван Григорович Шапошнsков (25 липня 1911, Олександрія, Херсонська губернія, Російська імперія — 13 липня 2000, Перм) — радянський учений-фізик, професор, доктор фізико-математичних наук (1951), останній декан фізико-математичного факультету (1956—1960), засновник і перший декан фізичного факультету Пермського університету (1960—1961), заслужений діяч науки Російської РФСР, заслужений соросівський професор, один із засновників Пермського наукового центру Уральського відділення Російської Академії наук, один з організаторів наукової ради Міністерства вищої та середньої спеціальної освіти СРСР з проблеми «Органічні напівпровідникові матеріали».

## Життєпис

### Довоєнні роки
Іван Шапошніков народився 1911 року у місті Олександрія. У 1934 році він закінчив Далекосхідний університет у Владивостоці.
Працював у Владивостоцькому (1931—1934, 1937—1939) і Казанському університетах. У 1937 році закінчив аспірантуру в академіка Михайла Леонтовича в Московському державному університеті і захистив кандидатську дисертацію, одним з його опонентів був академік Лев Ландау.

### Роки німецько-радянської війни
З початку і до кінця німецько-радянської війни Іван Шапошніков служив у лавах радянській армії. Брав участь у бойових діях на Південно-Західному фронті як писар-перекладач штабу полку. Входив до антифашистського підпільного руху в Україні. Має квиток партизана України. Нагороджений орденом «Трудового Червоного Прапора» і медалями «За бойові заслуги», «За перемогу над Німеччиною» та іншими медалями.

### Повоєнні роки
У 1948 році почав працювати в Пермському університеті. У 1949 році Іваном Шапошніковим була створена кафедра теоретичної фізики, якою він завідував до 1989 року.
З 1956 по 1960 роки вчений працював деканом фізико-математичного факультету Пермського університету.
У 1960 році він створив фізичний факультет Пермського університету, який очолював на посаді декана до 1961 року.

## Наукова діяльність
Широку популярність Іванові Шапошнікову принесли дослідження з теорії магнітного резонансу і релаксації.
Перші роботи з магнітної (спінової) релаксації були опубліковані І. Г. Шапошніковим у 1947—1948 роках. У його розробках враховувалися релаксаційні процеси, що йдуть не тільки всередині спінової системи, але також і між спін-системою і ґратами. Самі явища магнітної релаксації і резонансу були тоді недавно відкриті і теорія Шапошнікова була досить актуальною. Надалі І. Г. Шапошніковим разом із співавторами були побудовані мікроскопічні теорії, що дозволяють отримати залежність феноменологічних параметрів від поля і від температури.
У Пермському університеті вчений виконав ряд класичних досліджень з нерівноважної термодинаміки спінових систем парамагнетиків. Іваном Шапошніковим була побудована загальна феноменологічна теорія пара-магнітних резонансних і релаксаційних явищ, що включає в себе як окремий випадок теорії Блоха. Ці роботи лягли в основу його докторської дисертації, захищеної у 1951 році.
За його ініціативою як професора в Пермського університету почалися експериментальні дослідження в галузі спектроскопії. У 1959 році була створена науково-дослідна лабораторія радіоспектроскопії (з 1964 року — проблемна лабораторія спектроскопії).
Серед його учнів 10 докторів і велика кількість кандидатів наук. Створена ним наукова школа отримала як всеросійське, так і міжнародне визнання. З більш ніж тридцяти аспірантів Івана Шапошнікова шестеро згодом захистили докторські дисертації.
Він був редактором журналу, який видається в Пермському університеті з 1962 року збірника наукових праць «Радіоспектроскопія», який в 1974 році отримав статус міжвузівського (всього до теперішнього часу видані 21 випуск збірника).
Іван Шапошніков виступив як ініціатор створення в Пермському університеті спеціалізованої вченої ради з фізико-математичних наук, виступив довіреною особою Володимира Маланіна в 1987 році на перших виборах ректора університету.
З 1979 по 1985 роки був єдиним представником СРСР у Міжнародному комітеті з ядерної квадрупольної спектроскопії, а в 1974 році обраний до складу Міжнародного Амперовського товариства. Йому присвоєно звання " Заслужений діяч науки Російської РФСР " і «Заслужений Соросівський професор».
За участю Івана Шапошникова створювався Пермський науковий центр Уральського відділення РАН, була організована Наукова рада Міністерства вищої і середньої спеціальної освіти СРСР з проблеми «Органічні напівпровідникові матеріали». У 1984 році увійшов до списку кандидатів до членів-кореспондентів АН СРСР.

## Вибрані наукові роботи
Іван Шапошніков опублікував 100 друкованих праць у вітчизняних та зарубіжних виданнях.